# Otiothops recurvus
Otiothops recurvus är en spindelart som beskrevs av Norman I. Platnick 1976. Otiothops recurvus ingår i släktet Otiothops och familjen Palpimanidae. Inga underarter finns listade i Catalogue of Life.